# モカ
モカ（英字転写：Mokha、Mocha、アラビア語: المخا、al-Mukhā、アル＝ムハー）は、イエメン共和国の都市である。
アラビア半島南西端にあり、紅海に面している。
アデンとホデイダが建設されるまでは、イエメンの主要港だった。

## 歴史
15世紀、珈琲豆の積出が始まった。

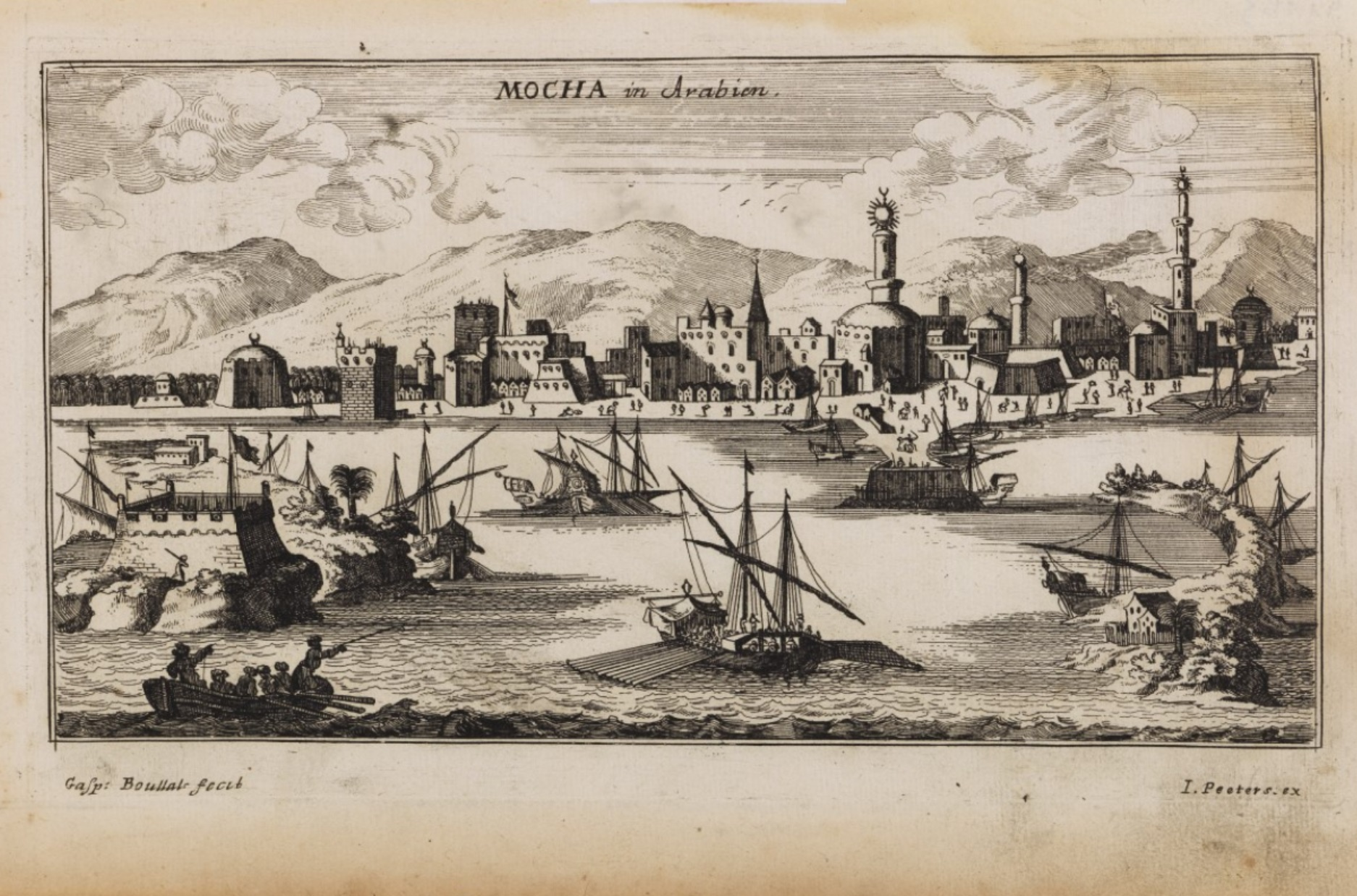
コーヒーで栄えた時代のモカ（1692年）

コーヒーノキの原産地はエチオピアであるが、これを世界に広めたのはアラビア半島の商人達で、モカはコーヒー発祥の地とされている。
16世紀、オスマン帝国に征服された。
帝国は紅海を通行する船舶にモカでの納税を義務付けたという。
17世紀、モカは珈琲取引で絶頂期を迎え、砦を中心に城壁が築かれた。
約400人のユダヤ人が貿易に携わっていた。
ザイド派が支配するようになる。
18世紀、ペストの大流行によって人口の半分を失い、以降衰退が止まる事は無かった。
19世紀前半まで、イギリス・オランダ・フランスはモカに工場を持ち、珈琲等の輸出を行った。
1820年12月、イギリスの東インド会社所属のフランスのフリゲート艦が、北と南の砦を攻撃・破壊した。
これはイギリスのモカ市政府への要望を通すための攻撃だった。
1835年、ムハンマド・アリー朝(エジプト)のイブラーヒーム・パシャの攻撃によって海岸近くの城壁と砦が破壊され、征服された。
この頃にはエチオピアが自国の珈琲豆を直接輸出しており、価格がモカ経由の1/3だった事から、モカの立場は低下していた。

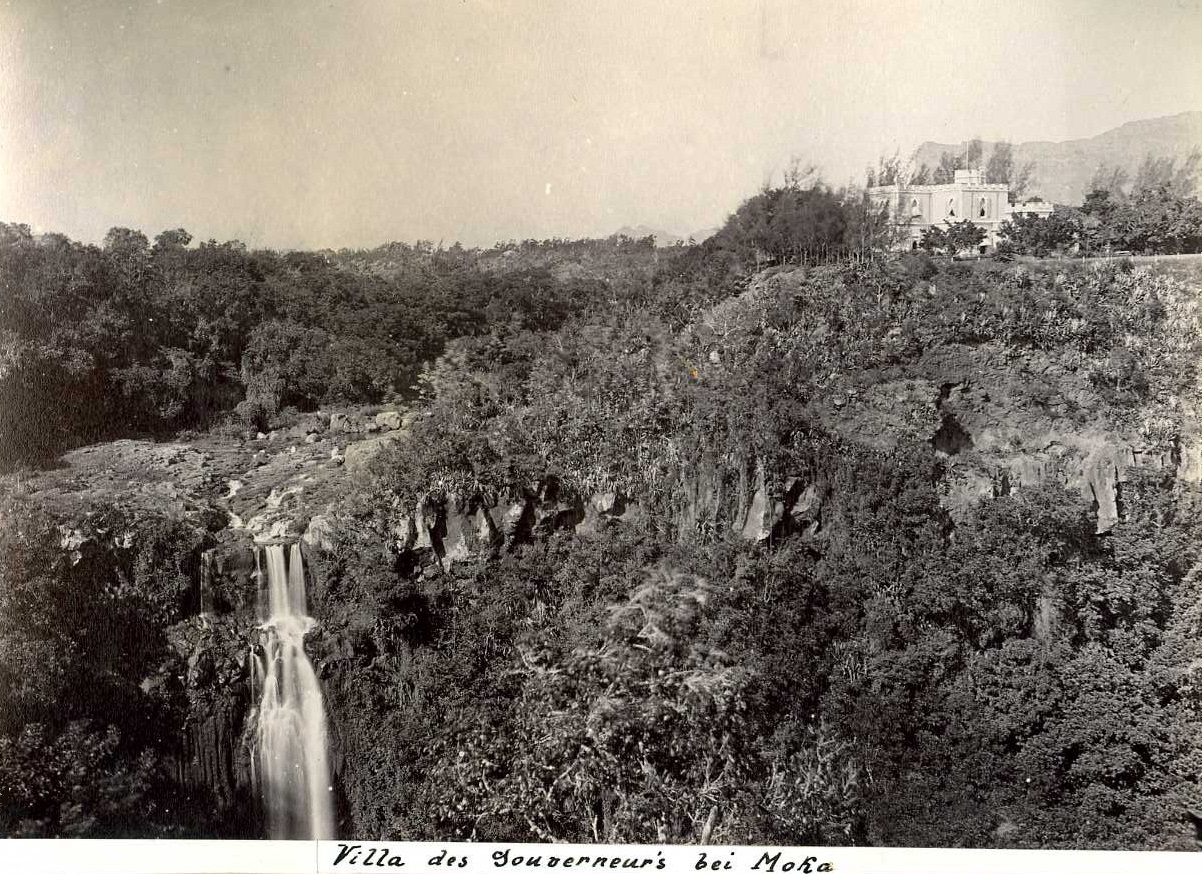
19世紀末のトルコ人統治者の館

1839年、イギリスがアデンを中心とする南イエメンを征服すると、モカの港湾機能はアデンに取って代わられた。
1849年、オスマン帝国に再征服される。
1909年頃、城壁が破壊された。
1918年、イエメン王国の一部としてオスマン帝国から独立した。
1962年、イエメン王国が滅亡し、イエメン・アラブ共和国(北イエメン)が建国した。
1990年、南北イエメンが統一し、イエメン共和国が建国した。
2015年3月、内戦が始まり、フーシ派に占領された。
現在、コーヒー豆集散地の機能は無く、漁業と小規模な観光で成り立つ。

## モカコーヒー
モカコーヒー（英: Mokha coffee、Mocha coffee）あるいは単にモカ とは、イエメンの首都サナアの外港であるモカからかつてコーヒー豆が多く積み出されたことに由来する、コーヒー豆の収穫産地を指すブランドである。
紅海対岸のエチオピアは、コーヒー発祥の地とされ、アラブの商人たちによって14世紀末、コーヒーの苗木がアラビア半島のイエメンにもたらされた。1615年にベネチア商人によって初めてコーヒーがモカ港よりヨーロッパに向けて出荷され、その後、エチオピアとイエメンのコーヒー豆はモカ港より船積みされることになった。16世紀当時は、エチオピア、イエメン以外に大きなコーヒーの生産地域はなかったため、コーヒーを船積みする「モカ」はコーヒーの代名詞でもあった。この名残りが現在まで残り、エチオピア産、イエメン産コーヒーのことを「モカ」と呼ぶ風習が21世紀となった現代においても生きている。
2008年5月日本で、エチオピア産コーヒー生豆から基準値を超える農薬成分が検出された事から輸入が規制され、日本国内では非常に手に入りにくくなった。

### イエメン産とエチオピア産
イエメン産のコーヒー豆は特に「モカ・マタリ」 (Mokha Mattari、 Mocha Mattari) ともいい、イエメン北西部の高地産である。（マタリは産地であるバニー・マタル（バニーマタル）にちなむ。マタルは雨という意味の男性名でバニー・マタルすなわちマタル族が一帯に居住していたことに由来する地名で、サナアにはこのようなバニー・某という行政地区名が複数存在する。直訳では「雨の子孫達」となるが実際には「マタル氏の一族」「マタル氏の子孫たち」的な意味であり雨が多い地域であることを意図した命名ではない。なおバニー・マタルはイエメンでも特に規模の大きい部族の一つとして知られる。）
さわやかな香りと強い酸味のある味わいが特徴で、かつて「コーヒールンバ」に唄われていたためか、日本でも人気が高い。「No.9」というのが、欠点豆の混入が比較的少ない等級であるが、ブラジルのNo.2抔と比べると数倍から十倍ほどの欠点豆があり、焙煎に際しては、入念なハンドピックが必要である。
エチオピア産は、シダモ (Sidamo)、ハラー (Harrah)、ディマ、レケンプティなど、収穫地名をつけて販売されることが多い。焙煎・抽出後のコーヒーは苦みが少ない代わりに酸味が非常に強く、フルーティーな香りがある。
モカコーヒーは、フルーティーな香りと強い酸味が特長で、高価なイエメン産、廉価であるエチオピア産、と長らく位置付けてきた。
2000年代に入り、スペシャルティコーヒー（高品質コーヒー）の需要が高まるにつれて、コーヒーチェリーをそのまま天日で乾かすナチュラル製法（天日乾燥式）が生産の中心だったエチオピアコーヒー生産の現場に、中南米で広く行われている水洗処理式（果皮を剥いたのちに、発酵槽で豆の周りの粘液質を除去する製法。ウォッシュト製法とも呼ばれる）を取り入れる生産者があらわれるようになった。これにより、イルガチェフェやシダモなどで、花の香水のような印象的な香りと、オレンジのような明快な風味と酸をもった高品質エチオピアコーヒーが生産されるようになり、それらは高値で扱われるようになり、エチオピアのコーヒーブランドを大きく高めた。2020年よりエチオピアはスペシャルティコーヒーの国際品評会カップ・オブ・エクセレンス開催国となり、今後の発展が期待される。また、発酵した味が出やすかったナチュラル製法も技術の進歩に伴い、完熟フルーツのような甘く個性的な香りのスペシャルティコーヒーを生産することができるようになった。
モカコーヒーは個性的な香りと印象的な酸味から、ブレンドコーヒーの配合にも多く使用される。「モカ」からスタートしたコーヒーは、その後、インドを経由し、16世紀にインドネシアのジャワ島（英語読みではジャバ）にもたらされた。ジャバが「モカ」に続く2つ目のコーヒー生産地域となった歴史を踏まえ、欧米のコーヒーショップでは、ブレンドコーヒーのひとつの型として、モカとジャバを配合した「モカ・ジャバ」を扱うことが多い。「モカ・ジャバは世界で最も歴史が古いブレンド」という謳い文句で扱われることも少なくない。ちなみに今でこそ、ジャバはロブスタ種の有数の産地だが、ジャバにロブスタが入ってきたのは1900年のことで、16世紀当時に生まれたとされるモカ・ジャバはアラビカ種同士で作られたものである。

### 日本での「モカ」と文化
音楽
「コーヒールンバ」（歌：西田佐知子、1961年発売）
「一杯のコーヒーから」（歌：霧島昇・ミス・コロムビア、1939年発売）
「喫茶店の片隅で」（歌：松島詩子、1951年発売、1960年再発売）
色
焙煎したコーヒー豆のような、赤みを帯びた焦げ茶色をモカと言うこともある。